# Leptoteleia vaclavi
Leptoteleia vaclavi är en stekelart som beskrevs av Lubomir Masner 1978. Leptoteleia vaclavi ingår i släktet Leptoteleia och familjen Scelionidae. Inga underarter finns listade i Catalogue of Life.